# Ботанический сад Буэнос-Айреса
Ботанический сад Буэнос-Айреса (исп. Jardín Botánico Carlos Thays de la Ciudad Autónoma de Buenos Aires) расположен в Палермо, пригороде Буэнос-Айреса. Сад имеет форму треугольника, сторонами которого служат Авенида Санта-Фе, Авенида Лас-Херас и улица Арабской республики Сирия (República Árabe Siria Street). Сад, объявленный национальным памятником в 1996 году, имеет общую площадь 6,9772 га, на которой можно найти около 5500 видов растений, деревьев и кустарников, а также ряд скульптур, памятников и пять теплиц.
Спроектированный французским архитектором и ландшафтным дизайнером Карлосом Тайсом, сад был открыт 7 сентября 1898 года. Тайс и его семья жили в особняке в английском стиле, расположенном внутри сада между 1892 и 1898 годами, когда он занимал пост директора парков и пешеходных зон города. Особняк, построенный в 1881 году, ныне является главным зданием комплекса.
В последние годы Ботанический сад стал домом для большой популяции кошек. Все они — домашние кошки, брошенные своими хозяевами по каким-либо причинам. Проекты по избавлению от кошек были отклонены из-за протестов соседей и обществ защиты животных. Переселение кошек не решит проблему, так как в летний период новые брошенные животные появляются в саду почти каждый день. Благодаря самоотверженности волонтеров из общества по защите животных, которые сформировали добровольный комитет, было найдено гуманное временное решение. Кошки могут жить в саду; работающий на общественных началах комитет кормит их, ищет новых хозяев и обеспечивает вакциной и ветеринарной помощью, а также организует кастрацию.

## Устройство сада
Парк сочетает три различных стиля ландшафтной архитектуры, среди которых регулярный итальянский сад, смешанный французский сад и пейзажный восточный сад. Итальянский сад включает в себя породы деревьев, которые римский ботаник первого века Плиний Младший имел в своей вилле в горах Апеннинах, такие как кипарисы, тополя и лавры. Также здесь представлены копии статуй на римскую тематику, среди которых волчица, кормящая Рема и Ромула. Французский сад оформлен в симметричном стиле XVII—XVIII веков. Из греко-римских скульптур во французском саду представлены копии статуй Венеры и Меркурия. На остальных территориях растения отсортированы по происхождению; в Азиатской можно увидеть гинкго; в Океанской — акации, эвкалипт и казуарину; в Европейской — дубы и лещину; в Африканской — папоротник-орляк и пальмы. В саду присутствуют также растения из Америки, такие как секвойи из США, Ceiba speciosa из Бразилии и многие другие представители флоры Аргентины и стран Южного конуса. Различные виды растений систематически упорядочены по их таксономическим характеристикам.
Сад также содержит 33 художественные работы, включая скульптуры, бюсты и монументы. Среди них бронзовая копия «Сатурналий» Эрнесто Бьонди.

## Галерея

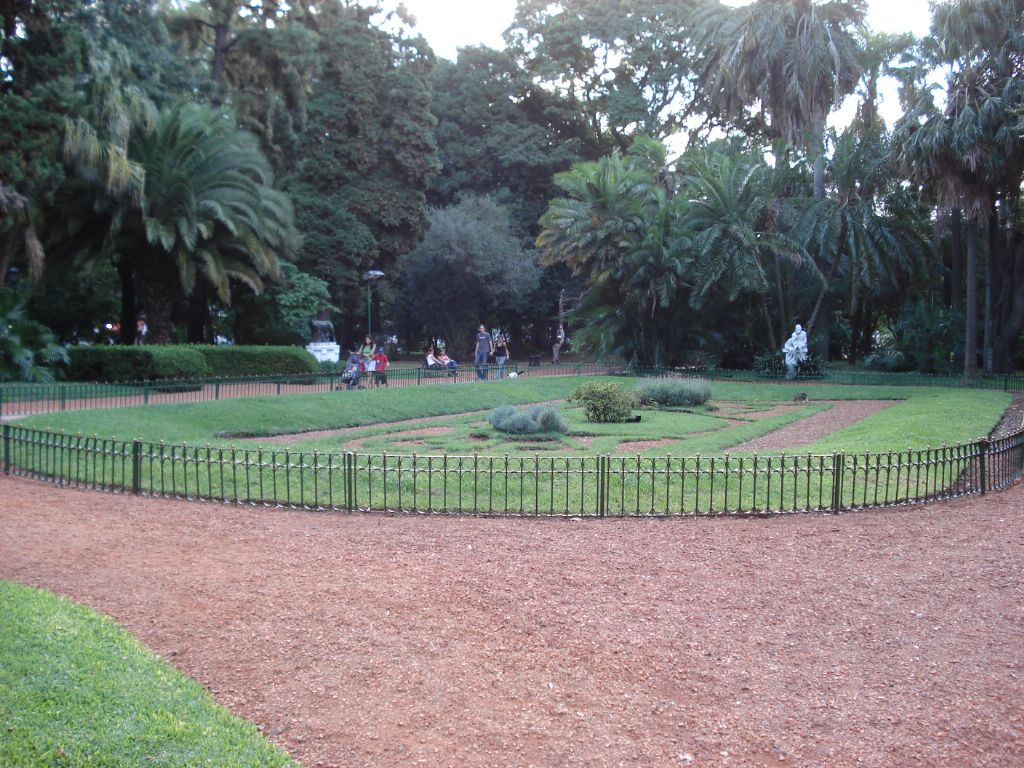
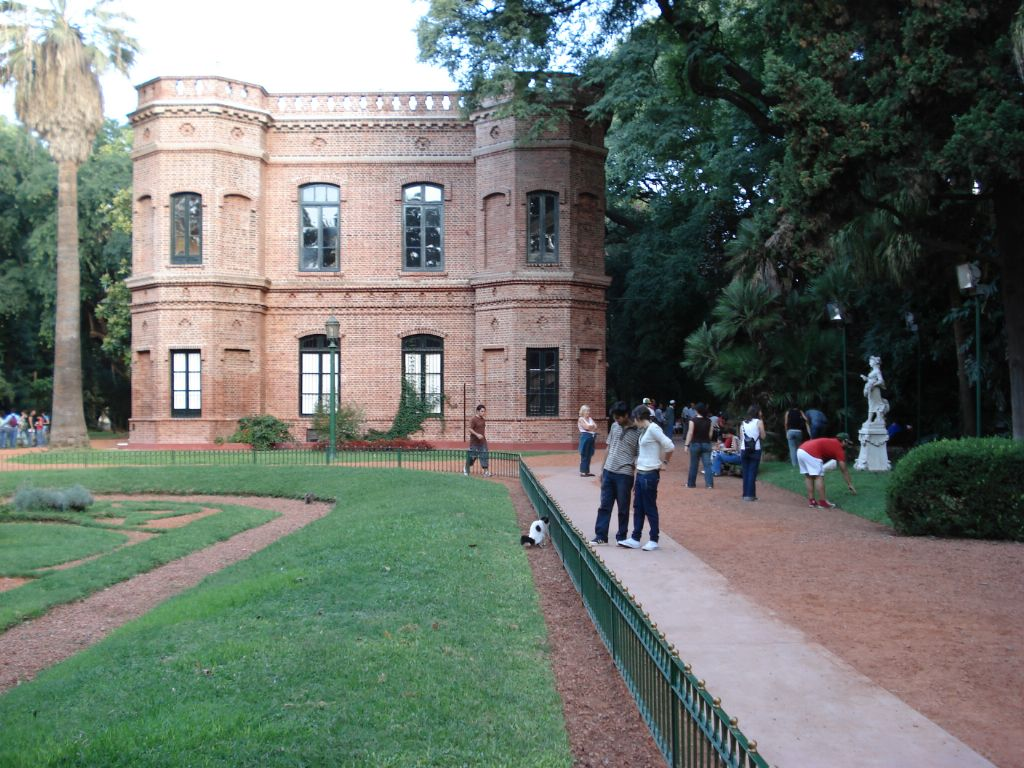
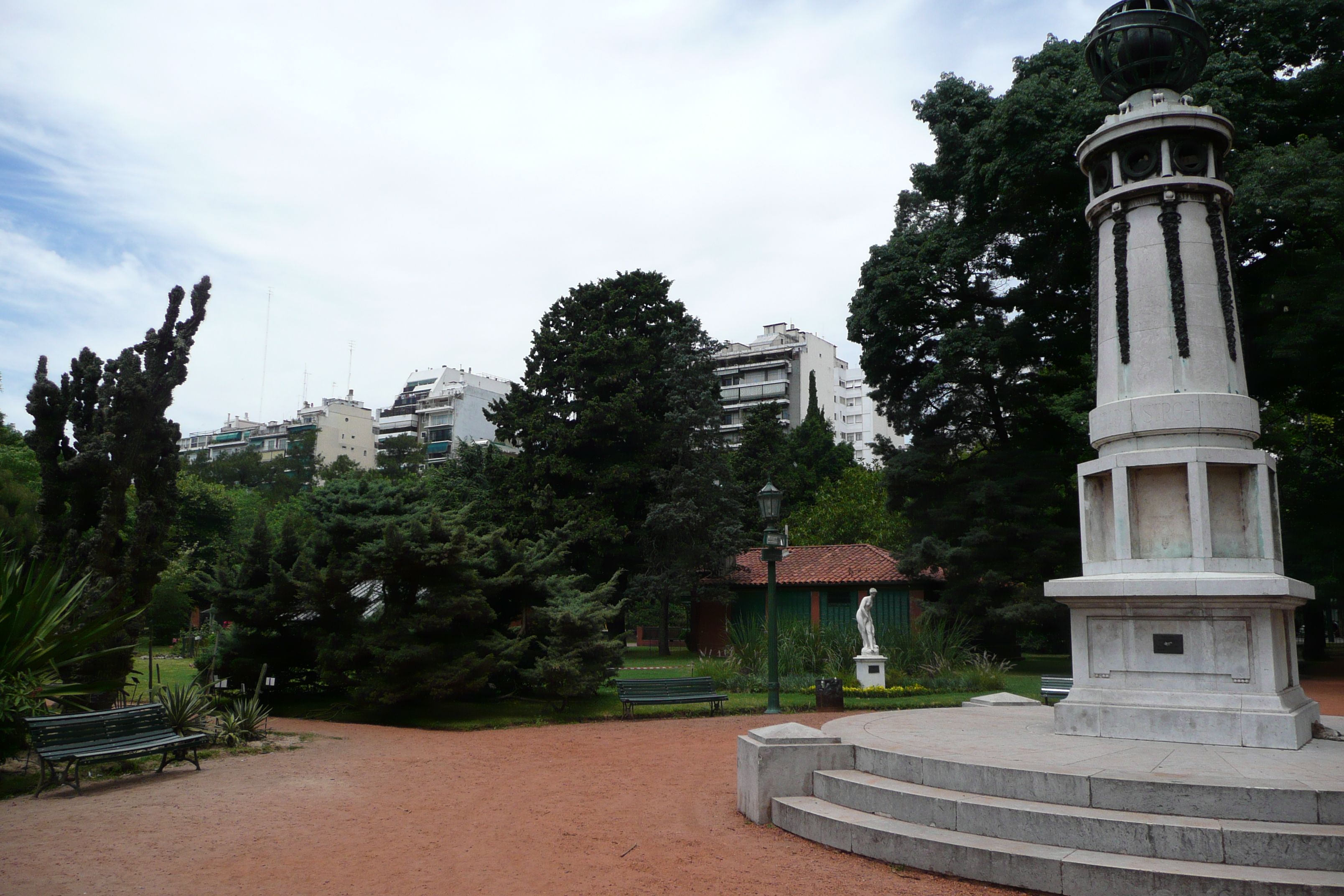
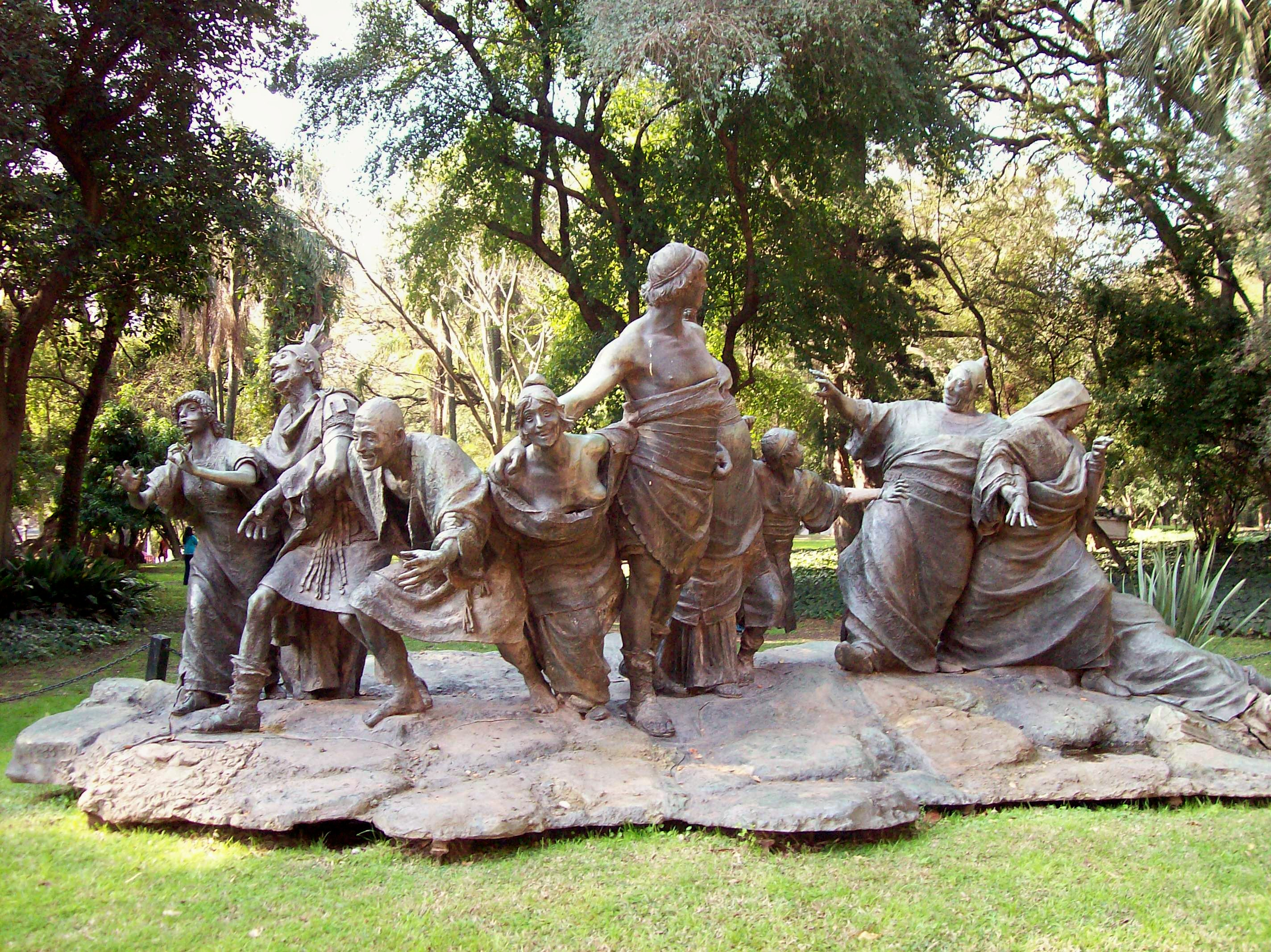
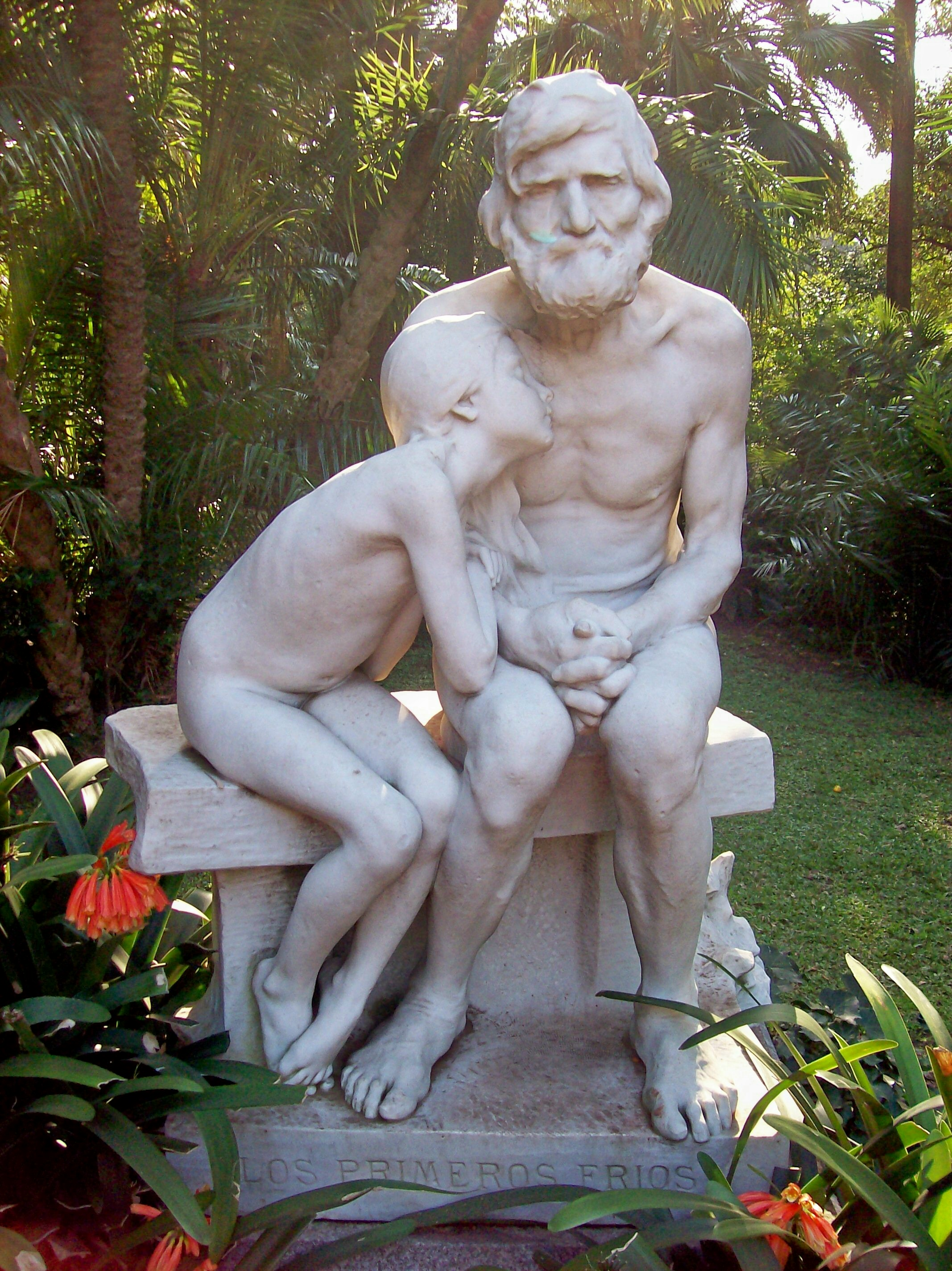
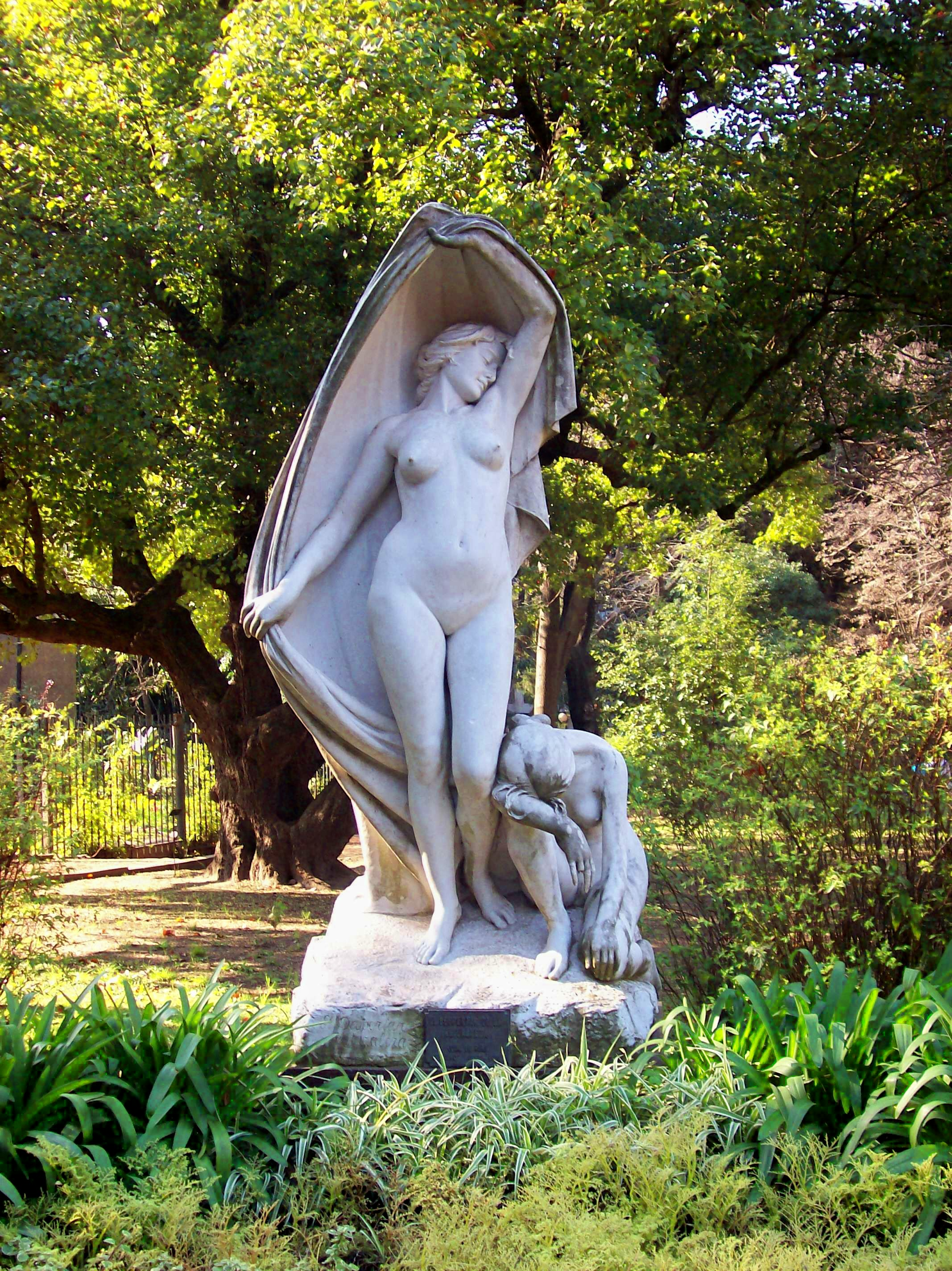